# Lérouville
Lérouville ist eine französische Gemeinde mit 1.380 Einwohnern (Stand: 1. Januar 2022) im Département Meuse in der Region Grand Est (bis 2015 Lothringen). Sie gehört zum Kanton Commercy im Arrondissement Commercy. Die Einwohner werden Lérouvillois genannt.

## Geografie
Lérouville liegt etwa 48 Kilometer westnordwestlich des Stadtzentrums von Nancy am Canal de la Meuse. Die Maas (frz. Meuse) begrenzt die Gemeinde im Nordosten. Umgeben wird Lérouville von den Nachbargemeinden Vadonville im Nordwesten und Norden, Pont-sur-Meuse im Norden, Vignot im Osten, Commercy im Süden sowie Chonville-Malaumont im Südwesten und Westen.
Durch die Gemeinde führt die Route nationale 64. Der Bahnhof der Gemeinde liegt an der Bahnstrecke Lérouville–Pont-Maugis.

## Bevölkerungsentwicklung
| Jahr                       | 1962 | 1968 | 1975 | 1982 | 1990 | 1999 | 2006 | 2019 |
| Einwohner                  | 1791 | 1727 | 1582 | 1442 | 1373 | 1389 | 1461 | 1416 |
| Quellen: Cassini und INSEE |      |      |      |      |      |      |      |      |

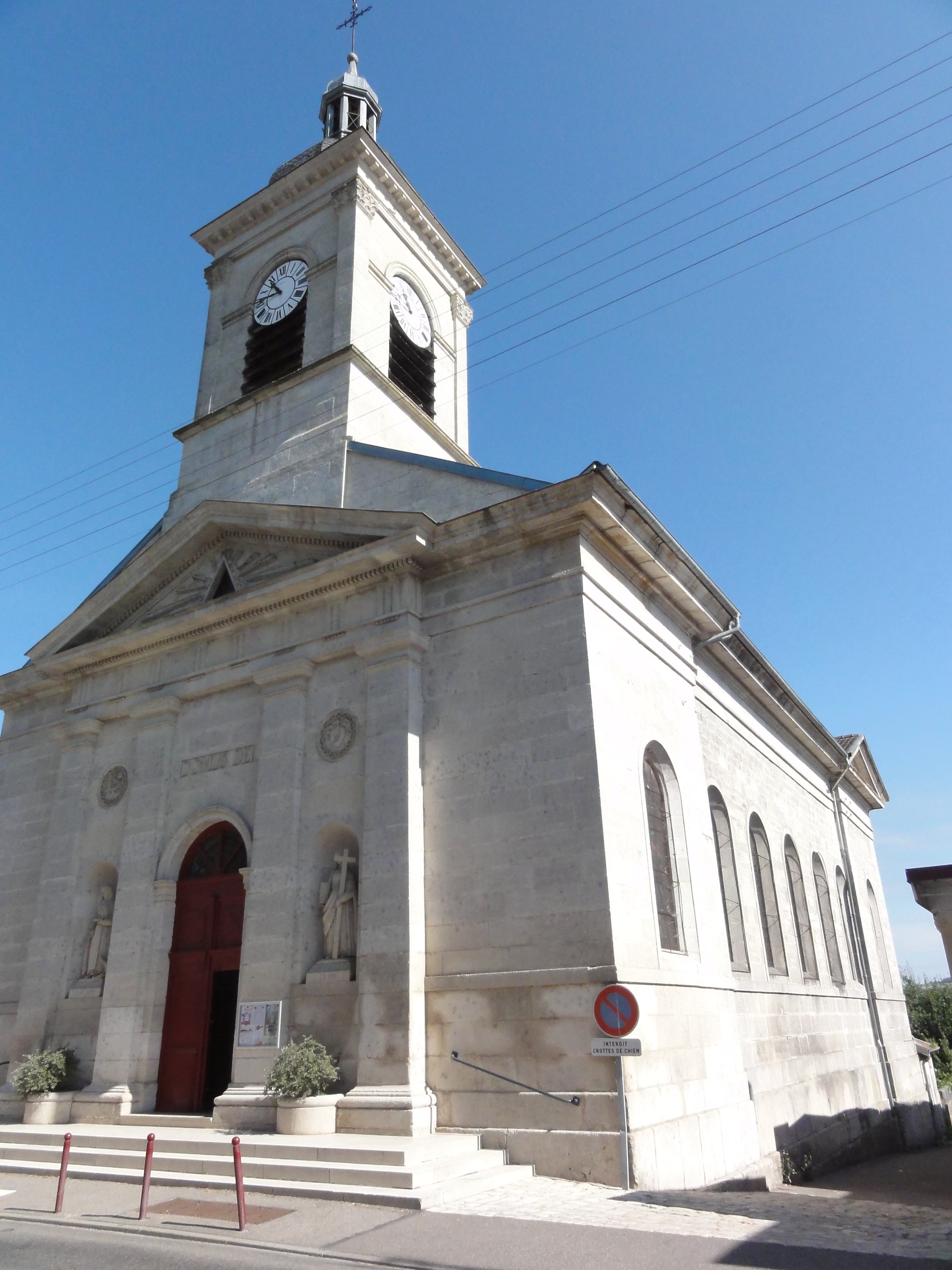
Kirche Sainte-Walburge
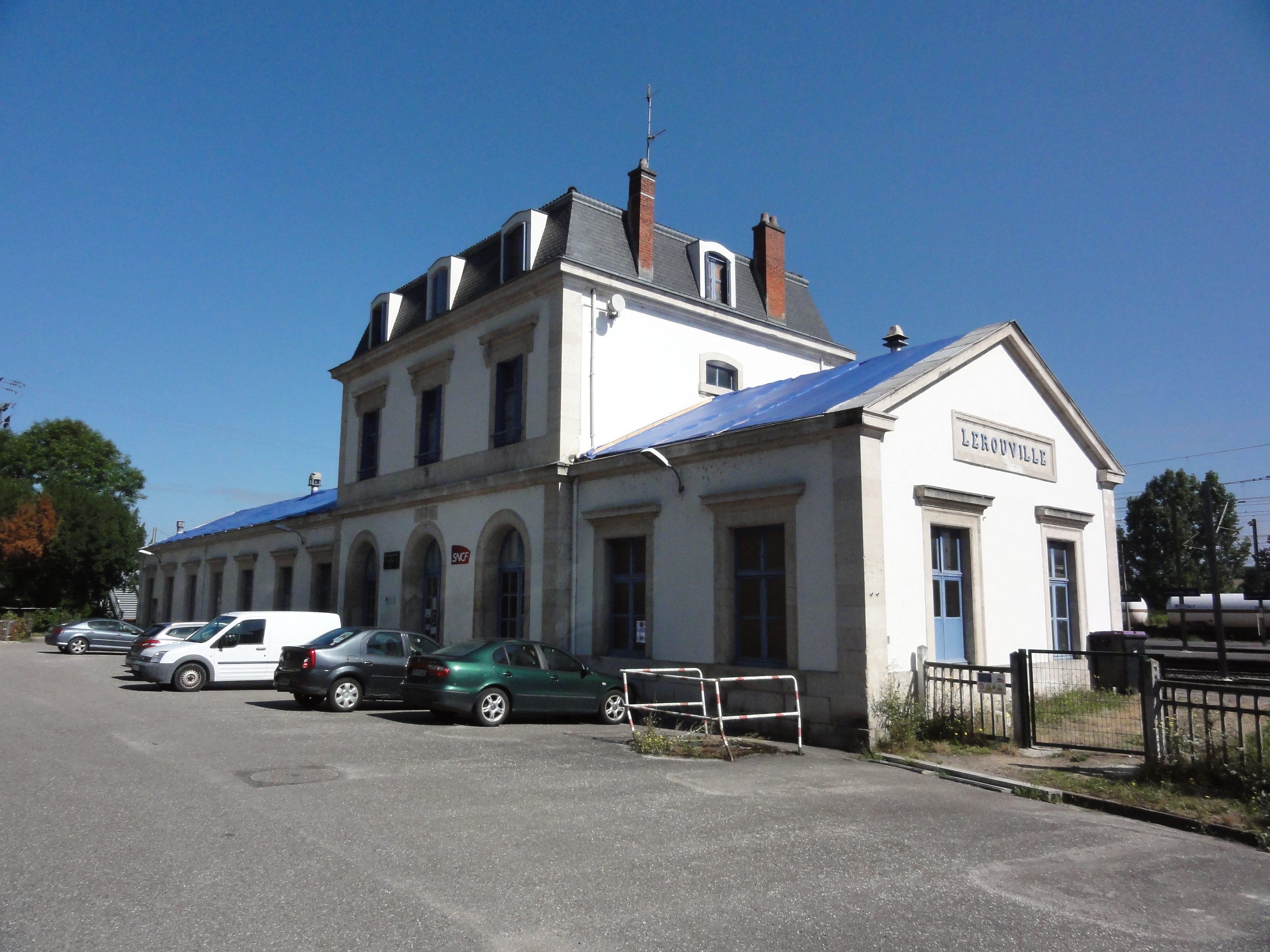
Bahnhof Lérouville
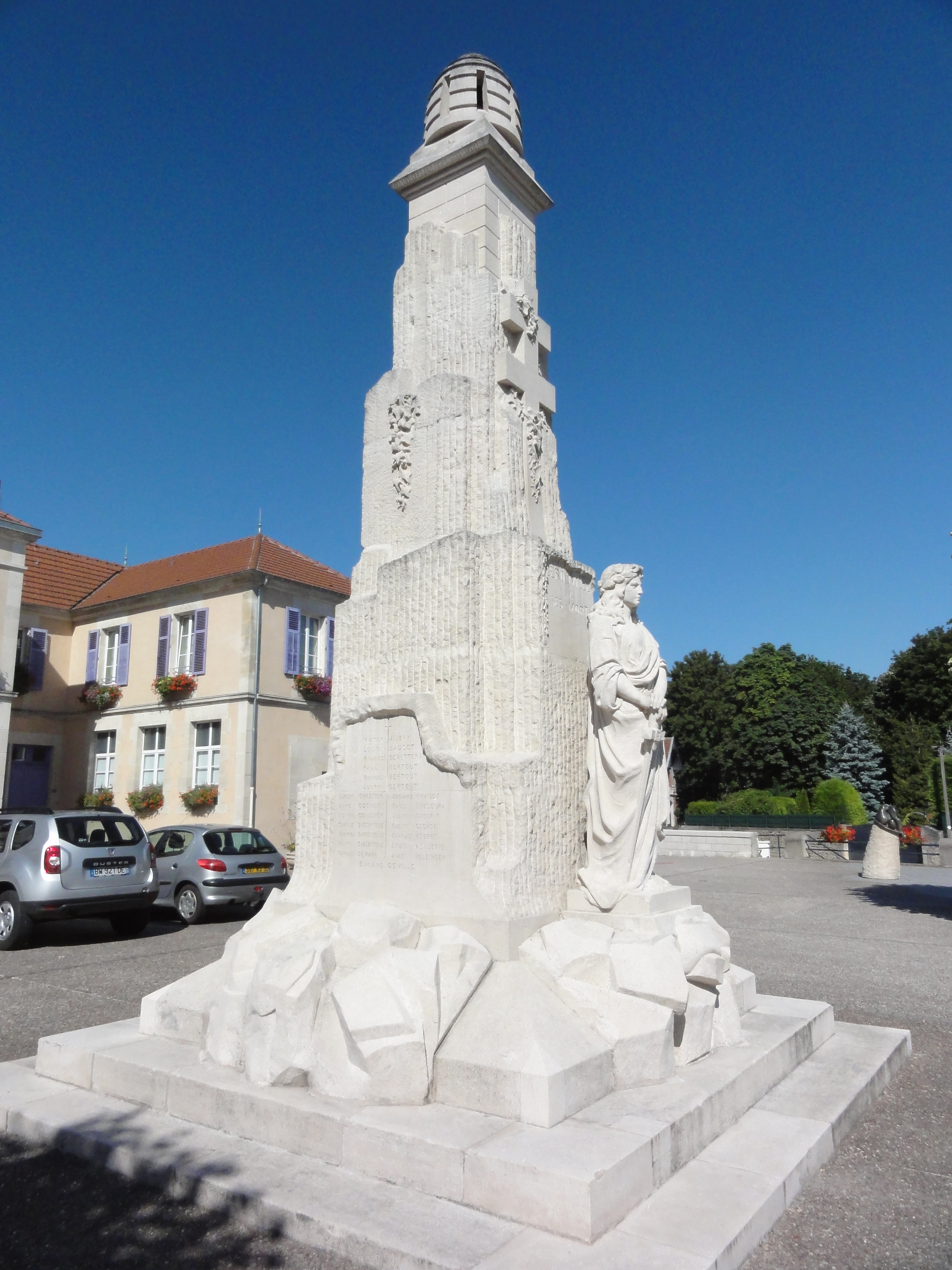
Gefallenendenkmal